# Manantenina
Manantenina est une commune rurale malgache située dans la partie est de la région d'Anosy.

## Géographie

### Situation géographique
La commune de Manantenina a une superficie d'environ 421 km². Elle se trouve dans la partie Extrême Sud-Est de la grande île, située à 106 km de la capitale du District de Taolagnaro et de la Région d'Anosy. Elle est traversée par la route nationale temporaire RNT12 A reliant Vangaindrano et Taolagnaro. Elle est entourée au Nord par la Région Atsimo Atsinanana du district de Vaigandrano, au Sud par la commune de Iakoboho près de MAHATALAKY, à l'Ouest par la commune de Bevoay, et à l'Est, évidemment par la mer.

### Les communes aux environs
Elle est entourée par trois autres communes rurales au nord, au sud et à l'ouest. Elle détient une relation économique avec ces trois communes.
| Orientation | Commune    | Distance par rapport à Manantenina | Relations                               | Description                                            |
| ----------- | ---------- | ---------------------------------- | --------------------------------------- | ------------------------------------------------------ |
| Nord        | Soavary    | 23 km                              | Fournit la production et les ressources | Vaste étendue, traversée par la rivière de Manampanihy |
| Sud         | Iabokoho   | 43 km                              |                                         | Rivière de Iabokoho                                    |
| Ouest       | Ialamarina | 18 km                              | Echanges sur le marché                  | Vaste étendue, rivière de Manampanihy                  |
| Est         |            | 8 km                               |                                         | Océan Indien                                           |

```
source: SARITANY FTM, 2017
```

### Situation par rapport à la Région
La commune de Manantenina est considérée comme le Pôle de développement littoral. Avec la commune de Soavary, cette région possède des atouts sur la pêche, les richesses de la mer, le tourisme, les richesses souterraines et en forêt. La crevette est une des productions qui marque cette commune de Manantenina

## Historique

### La création de la commune: Les premiers habitants
Manantenina fut autrefois couverte par la nature, une dense végétation, spécialement de « tenina » . On appelait cet endroit « Menantenina » avant « Manantenina » à cause de cette plante comportant des feuilles rouges.
Manantenina fut capitale du département au temps de la Première République. Elle devient commune en 1975. Avant 2010, elle ne comportait que 10 fokontany. C'est à partir de deux de ces fokontany que l'on a délimité la commune de Soavary
- 1965 : Création du percepteur principal

- 2004 : Projet PSDR pour le marché, promotion de la communauté

- 2007 : Création d'une "maison du marché"

- 2008-2013 : Progression sur l'infrastructure : ponts, routes, maisons dures, marché fondé par DIPECHO/CARE

- 2012 : Création d'un nouveau percepteur
- 2013 :

- Projet CARE pour promouvoir la riziculture améliorée et la culture des légumes
- Ouverture d'un Lycée
- 2014 - 2017 :

- Début de l'approvisionnement soutenu par le projet WHH
- Promotion de la plantation de vanille, projet ASARA/WHH
- Soutien du réseau "SOAMIRAY" en collaboration avec le projet AROPA
- Création d'un CEG
-Rénovation du tranompokonolona par l'association FITAHIA
- 2014 : Mise en place du pylône ORANGE

- 2016 : Mise en place du pylône TELMA

## Système administratif et Structure
La commune se trouve dans l'arrondissement de Manantenina. Elle est divisée en neuf (09) fokontany. Trois de ces fokontany (Ankarimanihy, Manambato, Antanitsara) se trouvent à 20 km du centre de la commune. Seul le fokontany Antanitsara n'a de route reliant.
| Nom du Fokontany | Distance | Orientation à partir de la commune | Bureau |
| ---------------- | -------- | ---------------------------------- | ------ |
| Manantenina HAUT | 2        | Nord                               | 0      |
| Antanitsara      | 37       | Sud-Ouest                          | 0      |
| Manantenina BAS  | 2        | Sud                                | 0      |
| Manambato        | 31       | Sud                                | 0      |
| Esama            | 12       | Sud                                | 0      |
| Ankarimamy       | 20       | Sud                                | 0      |
| Ampasimasay      | 5        | Sud-Est                            | 0      |
| Ambalateza       | 5        | Nord-Ouest                         | 0      |
| Ankarefo         | 2        | Nord-Est                           | 0      |

## Démographie
| Fokontany | 0 à 5 ans | 0 à 5 ans | 6 à 10 ans | 6 à 10 ans |  |  |  |  |  |  |  |  |  |  |
| --------- | --------- | --------- | ---------- | ---------- |  |  |  |  |  |  |  |  |  |  |
| Fokontany |           |           |            |            |  |  |  |  |  |  |  |  |  |  |
|           |           |           |            |            |  |  |  |  |  |  |  |  |  |  |
|           |           |           |            |            |  |  |  |  |  |  |  |  |  |  |